# Big Ali

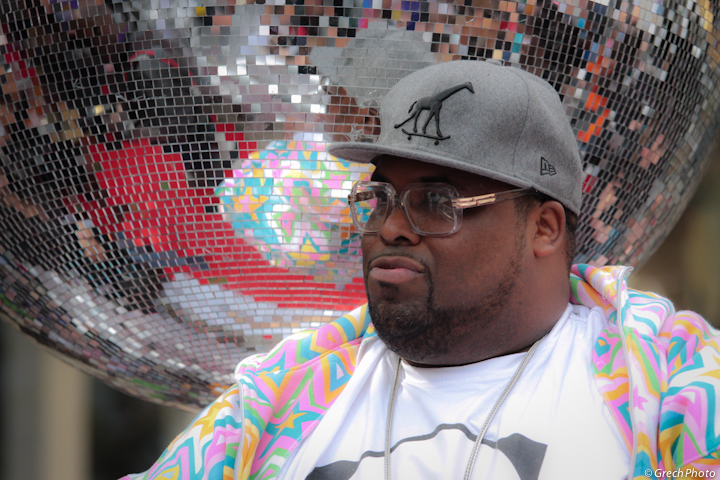
Big Ali (2011)

Big Ali (früher bekannt als Breakingz, eigentlich Ali Fitzgerald Moore; * in Queens, New York) ist ein US-amerikanischer Singer-Songwriter, MC, DJ und Rapper.

## Karriere
Seine ersten Texte verfasste Big Ali im Alter von acht Jahren. Erste musikalische Erfolge feierte er mit der von ihm gegründeten DJ-Crew World Famous Vynil Squad. Im Mai 2008 veröffentlichte er sein Debüt-Album Louder. Die Auskopplung Hit the Floor wurde als seine erste Single veröffentlicht. Später moderierte er diverse Radiosendungen. Seither arbeitet Big Ali auch als MC und DJ in diversen Clubs oder auch bei den Filmfestspielen von Cannes. Big Ali arbeitete mit Künstlern wie Usher oder Nelly Furtado zusammen und ist bei Up Music, einem Sublabel von Warner Music, unter Vertrag.

## Diskografie

### Studioalben
- 2008: Louder
- 2012: Urban Electro

### Singles als Leadmusiker
| Jahr | Titel Album                             | Höchstplatzierung, Gesamtwochen, AuszeichnungChartplatzierungen (Jahr, Titel, Album, Platzierungen, Wochen, Auszeichnungen, Anmerkungen) | Höchstplatzierung, Gesamtwochen, AuszeichnungChartplatzierungen (Jahr, Titel, Album, Platzierungen, Wochen, Auszeichnungen, Anmerkungen) | Höchstplatzierung, Gesamtwochen, AuszeichnungChartplatzierungen (Jahr, Titel, Album, Platzierungen, Wochen, Auszeichnungen, Anmerkungen) | Höchstplatzierung, Gesamtwochen, AuszeichnungChartplatzierungen (Jahr, Titel, Album, Platzierungen, Wochen, Auszeichnungen, Anmerkungen) | Anmerkungen                                                                         |
| Jahr | Titel Album                             | DE | AT | CH | UK | Anmerkungen                                                                         |
| ---- | --------------------------------------- | --- | --- | --- | --- | ----------------------------------------------------------------------------------- |
| 2006 | Rock This Party (Everybody Dance Now) – | DE18 (11 Wo.)DE | AT12 (19 Wo.)AT | CH4 (54 Wo.)CH | UK3 Silber (Yellow Productions) + Silber (Universal) · (16 Wo.)UK                                                                        | Erstveröffentlichung: 2. Oktober 2006 mit Bob Sinclar, Cutee-B, Dollarman & Makedah |
| 2009 | Hit the Floor –                         | DE19 (9 Wo.)DE | AT46 (3 Wo.)AT | — | — | Erstveröffentlichung: 20. März 2009 mit Dollarman                                   |
| 2009 | Groove On The Boss / SWAGG              | DE62 (4 Wo.)DE | — | — | — | Erstveröffentlichung: 18. Dezember 2009 mit Timati & Snoop Dogg                     |
| 2010 | Vem dançar kuduro –                     | — | — | CH31 (19 Wo.)CH | — | Erstveröffentlichung: 18. Mai 2010 mit Lucenzo                                      |
| 2014 | Boom Raka Tak Ardicted                  | DE60 (1 Wo.)DE | — | — | — | Erstveröffentlichung: 12. September 2014 mit Ardian Bujupi, DJ Mase & Lumidee       |

Weitere Singles
- 2006: C’chô, ça brûle (mit Magic System, Akil & Cheb Bilal)
- 2008: All We Need (mit DJ Abdel & Loïs Andréa)
- 2009: Burn It Up (feat. Lucky D)
- 2009: Neon Music
- 2009: Universal Party (feat. Gramps Morgan)
- 2011: Coconut Rum
- 2011: Distress (Sending Out An SOS) (mit Magic System, Akil & Cheb Bilal)
- 2012: WatiBigAli (feat. Wati B)
- 2012: Lovumba (mit Daddy Yankee)
- 2013: Funk You 2 (mit DJ Abdel feat. Mister You & Francisco)

### Singles als Gastmusiker
- 2008: Stronger (mit Anggun)
- 2008: Habibi (mit Leslie)

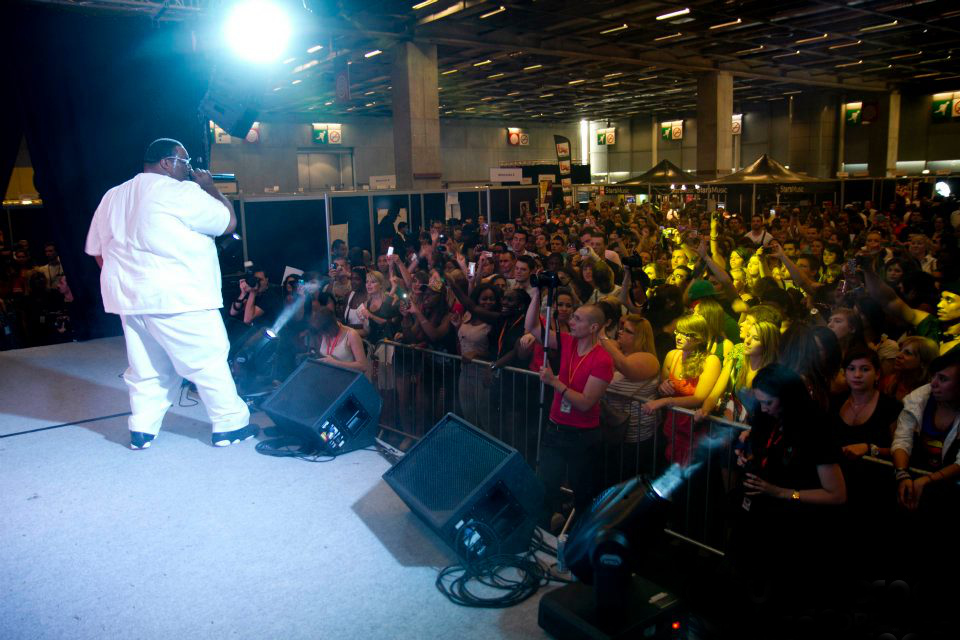
Big Ali (2011)

- 2008: Bienvenue chez les Bylkas (mit Sinik und Cheb Bilal)
- 2009: No Stress (mit Laurent Wolf und DJ Snake)
- 2010: Ce matin va être une pure soirée (mit Fatal Bazooka, PZK, Dogg SoSo und DJ Chris Prolls)
- 2010: Des larmes de sang (mit Florent Pagny)
- 2010: Calypso (mit DJ Snake)
- 2010: Playground (mit DJ Assad und Willy William)
- 2010: Make Some Noise (mit Claude N’Joya und Richard Bahericz)
- 2010: Ciao Amore (mit Dara Bubamara)
- 2013: Beautiful Life (mit Sasha Lopez & Tony T)